# Fons Brydenbach
Fons Brydenbach, född 12 oktober 1954, död 8 maj 2009, var en friidrottare från Belgien. Han deltog vid olympiska sommarspelen 1976 och olympiska sommarspelen 1980.